# Bataille de Dos Rios
Guerre d'indépendance cubaine
La bataille de Dos Ríos est livrée le 19 mai 1895 à Cuba entre les indépendantistes et l'armée espagnole durant la guerre d'indépendance cubaine (1895-1898).
C'est une bataille particulièrement funeste pour les Cubains ; ils sont non seulement durement battus mais ils perdent de surcroît l'un de leurs chefs les plus emblématiques, le poète José Martí. Ce dernier est tué à la tête de ses hommes en menant une charge contre les lignes ennemies, près de Palma Soriano. Les Cubains tentent plusieurs attaques pour récupérer son corps. Les Espagnols, commandés par Ximénez de Sandoval, les repoussent et enterrent eux-mêmes sa dépouille le 27 mai suivant à Santiago de Cuba, après s'être assuré de son identité.

## Sources
- (en) Robert L. Scheina, Latin America's wars, vol. 1 : The age of the Caudillo, 1971-1899, Washington, D.C, Brassey's, Inc, 2003, 569 p. (ISBN 978-1-574-88450-0 et 978-1-574-88449-4)